# Joe Smooth
Joseph Lorenzo Jr. Welbon (Chicago (Illinois), 9 mei 1964), beter bekend onder zijn artiestennaam Joe Smooth, is een houseproducer uit Chicago en is ook actief als dj. Hij werd vooral bekend van zijn hit The Promised Land uit 1987, dat uitgroeide tot een invloedrijke houseklassieker. Dat succes wist hij nooit meer te evenaren, al bleef hij wel actief als DJ en producer voor anderen. Hij bezit ook het label Indie Art Music.

## Biografie
Joseph groeit op in een wijk in het zuiden van Chicago. ALs hij twaalf is kopen zijn ouders een piano voor zijn zus. Maar hij speelt er zelf vele uren op. Enkele jaren later begint hij als dj op school- en buurtfeesten. Omdat hij er in het uitgaansleven in het zuiden van de stad niet tussen weet te komen, zoekt hij een club in het noorden waar hij kan draaien. Wanneer een van de vaste dj's van de club Smartbar gaat verhuizen, krijgt hij een kans. De eigenaar van de club is onder de indruk van zijn mixkunsten en die zo "Smooth" zijn. Zodoende gaat hij zich Joe Smooth noemen.
Wanneer halverwege de jaren tachtig in zijn woonplaats de housescene ontstaat, is ook hij daarbij betrokken. Doordat hij piano kan spelen, hebben enkele producers wel interesse in hem. Hij werkt mee aan enkele platen van anderen. Een daarvan is Jack Trax van Chip E. Hij produceert ook de Freestyle-track What Cha' Gonna Do van het kort bestaande groepje Out Of Control. De hit Jack Your Body van Steve Hurley, is gemaakt op van hem geleende apparatuur. Een echt succes heeft hij echter met het vocale nummer The Promised Land (1987). Aanvankelijk is hij van plan zelf het nummer te zingen. Maar bij zijn platenlabel treft hij zanger Anthony Thomas, in wie hij de perfecte zanger voor zijn plaat ziet. Het nummer groeit in de twee jaar die volgen uit tot een wereldhit en een houseklassieker. Het wordt in 1989 gecoverd door de rockgroep The Style Council en later door Superfunk. Het nummer staat ook op de soundtrack van Grand Theft Auto: San Andreas. Het staat ook op het gelijknamige debuutalbum. 
Daarna werkt hij vooral voor anderen. Hij produceert ook mee aan het album It's All Right van zijn plaatsgenoot Sterling Void. Voor de Britse boyband Bros produceert hij de singleversie van hun nummer Madly In Love (1990), dat in enkele landen een hit is. In 1990 brengt hij nog het album Rejoice uit. Daarop staat het nummer They Want To Be Free, dat hij in opdracht van CNN maakt voor de uitzending rondom de vrijlating van Nelson Mandela. Eigen successen heeft hij daarna niet meer. Wel blijft hij actief als dj. Ook produceert hij voor anderen zoals Whitney Houston, New Order en Destiny's Child. Ook is hij in 1997 betrokken bij het debuutalbum van Tanya Louise. Ook maakt hij remixes voor Sisqó, Joe en Destiny's Child. In 2018 liet Pete Tong met The Heritage Orchestra, een klassieke versie maken van The Promised Land.

## Discografie

### Albums
- Promised Land (1989)
- Rejoice (1990)

## Singles
| Single met eventuele hitnotering(en) in de Nederlandse Top 40 | Datum van verschijnen | Datum van binnenkomst | Hoogste positie | Aantal weken | Opmerkingen |
| ------------------------------------------------------------- | --------------------- | --------------------- | --------------- | ------------ | ----------- |
| The Promised Land                                             |                       | 16-09-1989            | 28              | 4            |             |

- Biblioteca Nacional de España: XX979783
- Bibliothèque nationale de France: cb13937602s (data)
- Gemeinsame Normdatei: 134639510
- International Standard Name Identifier: 0000 0000 5956 9497
- MusicBrainz: 348443bb-74fe-4459-8c19-3b72ad033d6c
- Virtual International Authority File: 76504322
- WorldCat: E39PBJycRWJrcvpHY6HXYKxRrq